# Sydax
Sydax is een kevergeslacht uit de familie van de boktorren (Cerambycidae). De wetenschappelijke naam van het geslacht werd voor het eerst geldig gepubliceerd in 1869 door Lacordaire.

## Soorten
Sydax omvat de volgende soorten:
- Sydax amazonicus Martins, 1971
- Sydax confragus Martins, 1971
- Sydax flechtmanni Martins & Galileo, 2012
- Sydax gibbus Joly, 1985
- Sydax inexpectatus Martins, 1981
- Sydax stramineus Lacordaire, 1869